# Guzel Manyurova
Gjuzel' Tagirovna Manjurova (in russo Гюзель Тагировна Манюрова?; Saransk, 24 gennaio 1978) è una lottatrice russa naturalizzata kazaka.

## Palmarès
- Giochi olimpici

Atene 2004: argento nella lotta libera 72 kg.
Londra 2012: bronzo nella lotta libera 72 kg.
Rio de Janeiro 2016: argento nella lotta libera 75 kg.
- Mondiali

Baku 2007: bronzo nella lotta libera 72 kg.